# Anton Westner
Anton Westner (* 17. September 1944 in Gaimersheim) ist ein deutscher Kommunalpolitiker der CSU und war von 2008 bis 2020 stellvertretender Landrat im Landkreis Pfaffenhofen an der Ilm. Außerdem war er Bürgermeister der oberbayerischen Gemeinde Reichertshofen.

## Leben und Wirken
Westner besuchte das Willibald-Gymnasium in Eichstätt und schloss dieses mit der mittleren Reife ab. Er absolvierte eine Ausbildung zum Diplom-Verwaltungswirt (FH) in München. Es folgte eine Tätigkeit im Landratsamt Pfaffenhofen an der Ilm unter dem damaligen Landrat Hans Eisenmann (CSU). Anschließend war er beim bayerischen Kommunalen Prüfungsverband, der Gemeinde Zuchering (als Geschäftsleitender Beamter sowie Kämmerer) und bei der Stadt Ingolstadt angestellt.
Von 1973 bis 1980 war er Kämmerer und Geschäftsleiter in der Gemeinde Reichertshofen. Von 1980 bis 1990 war er beim Bayerischen Staatsministerium des Inneren als Sachbearbeiter für kommunales Haushalts- und Wirtschaftsrecht in Bayern tätig. 1984 wurde er in den Marktgemeinderat Reichertshofen gewählt. Er war von 1984 bis 1990 zweiter Bürgermeister der Gemeinde und wurde 1990 erster Bürgermeister. In den folgenden Kommunalwahlen wurde er im Amt bestätigt und hatte dieses bis 2008 inne.
Westner ist seit 1984 Mitglied des Kreistages des Landkreises Pfaffenhofen an der Ilm und war von 2008 bis 2020 stellvertretender Landrat. Von April 2009 bis August 2011 nahm er die Aufgaben des amtierenden Landrates wahr und vertrat nochmals von April bis Dezember 2017 den durch einen Unfall verletzten Landrat Martin Wolf. Für die Amtszeit 2020 bis 2026 wurde er am 15. März 2020 mit der dritthöchsten Stimmenzahl der CSU wieder in den Kreistag gewählt, wo er nur noch „einfacher Kreisrat“ sein wird.

## Lehrtätigkeit
Westner lehrte von 1972 bis 1980 als Dozent an der Bayerischen Verwaltungsschule in München sowie an der Beamtenfachhochschule in Hof kommunales Haushalts- und Wirtschaftsrecht.